# Guzkowe zapalenie tętnic
Guzkowe zapalenie tętnic, choroba Kussmaula, choroba Kussmaula-Maiera (łac. polyarteritis nodosa lub periarteritis nodosa) – zaliczana do grupy kolagenoz choroba o nieznanej etiologii, w której obrazie dominuje martwicze zapalenie tętnic o średnim i małym kalibrze (nieobejmujące jednak tętniczek, żyłek i włośniczek), niewywołująca kłębuszkowego zapalenia nerek. Choroba została opisana po raz pierwszy przez Kussmaula i Maiera w 1866 roku.

## Zapadalność
Częstość guzkowego zapalenia tętnic szacuje się na od 2 do 30 przypadków na 1 milion osób. Choroba może występować w każdym wieku, ale szczyt zachorowalności występuje pomiędzy 40-60. rokiem życia. Mężczyźni chorują dwukrotnie częściej niż kobiety. Stanowi około 5% wszystkich chorób zaliczanych do grupy zapaleń naczyń.

## Etiologia
Etiologia choroby nie jest znana, ale wiąże się ją z mechanizmem autoimmunologicznym. Postuluje się możliwość aktywacji kaskady zapalenia przez:
- krążące kompleksy immunologiczne. Uważa się, że niektóre antygeny bakteryjne lub wirusowe (zwłaszcza HCV i HBV) mogą zapoczątkowywać aktywację dopełniacza i aktywację neutrofilów, prowadzące do zapalnego uszkodzenia tętnic
- przeciwciała przeciwko komórkom śródbłonka (AECA)
- cytokiny, których podwyższony poziom stwierdzono w guzkowym zapaleniu tętnic – TNF-α, interleukina-1
- czynnik wzrostu fibroblastów (bFGF), czynnik wzrostu śródbłonka naczyniowego VEGF – podwyższenie ich stężenia jest także obserwowane.

## Objawy kliniczne
Z uwagi na niespecyficzne objawy choroby, w 1990 Amerykańskie Kolegium Reumatologiczne zaproponowało zestaw 10 kryteriów rozpoznania choroby. Stwierdzenie trzech spośród nich pozwala na rozpoznanie guzkowego zapalenia tętnic w 82%.
- spadek masy ciała, co najmniej cztery kilogramy bez innej uchwytnej przyczyny (zmiana diety, trybu życia, odchudzanie)
- zmiany skórne o typie siności siatkowatej zlokalizowane na tułowiu lub kończynach
- ból jąder
- objawy neurologiczne pod postacią mononeuropatii wieloogniskowej (najczęściej porażenie nerwu strzałkowego)
- rozlane bóle mięśniowe lub uogólnione osłabienie mięśniowe
- nadciśnienie tętnicze
- wzrost kreatyniny powyżej 1,5 mg/dl
- obecność antygenu HBS
- zmiany w badaniu arteriograficznym wykazujące zmiany tętniakowate lub zwężenie naczyń, nie dające się wyjaśnić inną przyczyną (np. miażdżyca, zlokalizowane w tętnicach trzewnych, nerkowych lub wątrobowych)
- nacieki granulocytarne widoczne w biopsji tętnic o średnim świetle[3]

Guzkowe zapalenie tętnic należy podejrzewać u każdego chorego, u którego występują następujące objawy ogólne lub narządowo swoiste:
- objawy ogólne
  - gorączka
  - podwyższenie OB, zwłaszcza powyżej 60 milimetrów na godzinę
  - utrata masy ciała
  - zmęczenie
  - brak apetytu
- objawy narządowo swoiste
  - mononeuropatia wieloogniskowa
  - udar mózgu lub krwotok mózgowy u młodej osoby
  - guzki podskórne, zwykle o średnicy do 2 cm, z predyspozycją do lokalizacji na przedniej powierzchni podudzia i grzbiecie stopy
  - siność siatkowata
  - owrzodzenie dystalnych części kończyny dolnej
  - uogólnione bole mięśniowe
  - zapalenie stawów, które zajmuje asymetrycznie duże stawy kończyny dolnej
  - nadciśnienie tętnicze z szybko postępującymi objawami niewydolności nerek
  - zwężenie moczowodu
  - zapalenie jądra
  - ból brzucha związany z objawami niedokrwienia jelit
  - amblyopia i ból oka
  - wysięk do opłucnej

## Leczenie
Wybór metody leczenia uzależniony jest od ciężkości choroby. Ciężkość choroby jest oceniana na podstawie występowania, lub nie, następujących objawów (tak zwana FFS – 5 factor score):
1. białkomocz większy niż 1 g/l
2. poziom kreatyniny powyżej 140 mmol/l
3. obecność powiększenia serca (kardiomiopatia)
4. obecność objawów ze strony przewodu pokarmowego
5. obecność objawów ze strony OUN

W przypadku stwierdzenia guzkowego zapalenia tętnic i FFS = 0 w leczeniu stosowane są kortykosteroidy, zwykle doustnie, jednak w początkowym okresie stosuje się duże dawki dożylnie (w przeliczeniu na metyloprednizolon 30 mg/kilogram masy ciała).
W przypadku stwierdzenia FFS > 0 w leczeniu zalecany jest cyklofosfamid zwykle w codziennych dawkach doustnych, choć na początku leczenia preferuje się drogę dożylną.
Alternatywnymi do cyklofosfamidu lekami są: azatiopryna lub metotreksat.
Leczenie kontynuuje się przez rok. Chorzy ze znacznym podwyższeniem kreatyniny (powyżej 550 mmol/l) lub z objawami krwawienia do płuc wymagają dializowania.

## Postać skórna
U około 10% chorych stwierdza się jedynie zmiany skórne i towarzyszące objawy ogólne (gorączka, bóle mięśni i stawów, neuropatia obwodowa), a nie dochodzi do objawów zajęcia narządów wewnętrznych. Ta postać jest nazywana postacią skórną. W obrazie klinicznym dominują bolesne guzki skórne zlokalizowane głównie na kończynach dolnych, które mogą ulec owrzodzeniu. Goją się z pozostawieniem białej, gwiazdowatej blizny.
Choroba może ulec samoistnemu wyleczeniu, ma jednak tendencję do nawrotów. W leczeniu stosuje się glikokortykosterydy (FFS = 0).

## Rokowanie
Nieleczona choroba prowadzi do śmierci średnio w ciągu roku lub dwóch lat (12% chorych przeżywa 5 lat).
Właściwa terapia powoduje, że 5-letnie przeżycie uzyskuje się u 80% chorych.

## Klasyfikacja ICD10
| kod ICD10     | nazwa choroby                                                    |
| ------------- | ---------------------------------------------------------------- |
| ICD-10: M30   | Guzkowe zapalenie tętnic i choroby pokrewne                      |
| ICD-10: M30.0 | Guzkowe zapalenie naczyń                                         |
| ICD-10: M30.1 | Guzkowe zapalenie naczyń z zajęciem płuc (zespół Churga-Strauss) |